# 賴瑞·多比
勞倫斯·尤金·多比（英語：Lawrence Eugene Doby，1923年12月13日—2003年6月18日），為前美國職棒大聯盟的外野手，是史上第二位登上大聯盟的黑人球員。生涯曾效力於黑人聯盟的紐華克老鷹，以及大聯盟的印地安人、白襪與老虎等隊。

## 職業生涯

### 生涯初期
多比在1942年開始他的職棒生涯，並在1943年入伍。:p.68他在軍中認識了大聯盟選手米奇·韋諾恩，韋諾恩對於多比的棒球天賦感到相當驚訝，因此在退伍後便希望參議員老闆克拉克·葛利菲斯可以簽下這位好手。
1946年，多比退伍，並重返黑人聯盟。這年他入選聯盟的明星賽，並帶領球隊拿下黑人聯盟總冠軍。許多人也認為多比和蒙提·厄文有極大可能成為第一位登上大聯盟的黑人球員。

### 克里夫蘭印地安人
早在1942年，印地安人老闆Bill Veeck就有意讓黑人球員引進入大聯盟。他們研究了多比，發現他的私生活良好，符合他們的需求。1947年，道奇迎來重大改革，他們讓傑基·羅賓森登上大聯盟，成為大聯盟21世紀以來首位黑人球員。不過Veeck卻先讓多比待在黑人聯盟。:p.37:p.288主因還是擔憂當時的社會風氣一時無法接受，所以Veeck決定慢慢來。7月5日，多比迎來大聯盟初登場，成為第二位登上大聯盟的黑人球員。:p.16和羅賓森一樣，多比在一加入球隊時並沒有受到太多歡迎，反而遭到隊友嫌棄。只有喬·高登與多比相處融洽。當時因為總教練找不到讓多比上場的空間，因此讓他代打上陣，不過多比遭到三振。他在隔天敲出大聯盟首安，不過這年他只敲出5支安打。:p.114球季結束後，多比跑去加入美國籃球聯盟的派特森新月，成為該聯盟第一位黑人球員。
1948年，多比獲邀參加春訓。他沒辦法和隊友一起住在飯店內，只能住在黑人社區，並靠著球團提供的出租車通勤。球隊教練Bill McKechnie教他適應大聯盟，並幫助他面對他人的惡言惡語。這年多比繳出3成01的打擊率，並敲出14轟與66分打點。1948年世界大賽第四場，多比敲出全壘打，寫下黑人球員里程碑。先發投手Steve Gromek投出完投勝，兩人賽後開心相擁，成為經典畫面。:p.66最後印地安人4勝2敗拿下世界大賽冠軍。球季結束後，多比和印地安人隊友出演電影《來自克里夫蘭的小子》。
1949年，多比入選明星賽。7月20日，他因為擅自突襲盜本壘失敗被總教練盧·布德羅罰款。該年他的打擊率為3成26，並敲出24轟與85分打點。他在MVP票選上拿下第8名，是排名最高的外野手。同年，他獲選為克里夫蘭年度最佳棒球員，是第一位獲得此獎的黑人。

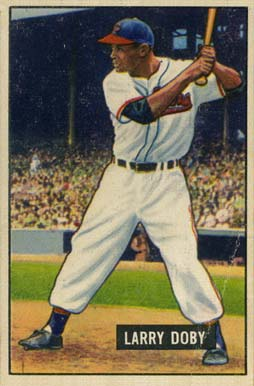
1951年發行的多比球員卡

1951年，多比繳出2成95的打擊率，並敲出20轟與69分打點。:p.61球隊總經理漢克·格林伯格原本打算減薪，不過被總教練艾爾·羅培茲拒絕，聲稱多比是因為傷勢才導致表現下滑。
1952年，多比聘來了在奧運會上拿下四面金牌的短跑好手哈里森·迪拉德來指導腿部訓練。他在6月4日達成完全打擊，最後打回104分打點全隊排名第二，僅次於艾爾·羅森。1954年，多比連續6年入選明星賽。他在明星賽的最後一個打席敲出代打全壘打，幫助美聯打破僵局，以11比9獲得勝利。這年他敲出32轟與126分打點，不僅在MVP票選上拿下第二名，還幫助球隊拿下111勝闖進世界大賽。不過印地安人最終4連敗被巨人橫掃。:p.146
1955年，多比最後一次入選明星賽，不過腿傷讓他無法上場。這年也是他的最後一個完整球季，整季他的打擊率為2成91，並敲出26轟與75分打點。雖說多比在印地安人貢獻良多，但他的黑人身分，讓他在球隊幾乎得不到太好的待遇。

### 生涯後期
1955年10月25日，印地安人將多比交易到白襪，換來Chico Carrasquel和Jim Busby。白襪在球季中一度拿下8連勝，在這期間多比敲出6轟。最後他繳出2成68的打擊率，並敲出24轟與102分打點，白襪也拿下聯盟第三名。
1957年8月20日，多比一次關鍵守備，成功守住Bob Keegan的無安打比賽。該年他的打擊率為2成88，並敲出14轟與79分打點。球季結束後，他被交易到金鶯，並在隔年4月初被交易回印地安人。1958年，他在印地安人繳出2成89的打擊率，並敲出13轟與45分打點。1959年3月21日，印地安人將多比交易到老虎，換來Tito Francona。他在球季中被交易回白襪，不過僅繳出2成41的打擊率和9分打點。後來多比被下放3A，期間他在比賽中因滑壘傷到腳踝而入院治療。 這個傷勢也讓多比難以重返大聯盟。

### 加盟日職
1962年，他和唐·紐康伯都加盟日職的中日龍，成為第一批加盟日職球隊的美國選手。該年他的打擊率為2成25，並敲出10轟與35分打點。

## 生涯打擊成績
| 出賽次數 | 打席 | 打數 | 得分 | 安打 | 二安 | 三安 | 全壘打 | 打點 | 盜壘 | 保送 | 三振 | 打擊率 | 上壘率 | 長打率 | OPS  |
| -------- | ---- | ---- | ---- | ---- | ---- | ---- | ------ | ---- | ---- | ---- | ---- | ------ | ------ | ------ | ---- |
| 1674     | 6920 | 5883 | 1080 | 1697 | 276  | 72   | 273    | 1099 | 64   | 945  | 1011 | .288   | .389   | .499   | .888 |

## 執教成績
| 球隊 | 年度   | 例行賽 | 例行賽 | 例行賽 | 例行賽 | 例行賽  |
| 球隊 | 年度   | 比賽   | 勝     | 敗     | 勝率   | 結果    |
| ---- | ------ | ------ | ------ | ------ | ------ | ------- |
| 白襪 | 1978年 | 87     | 37     | 50     | .425   | 美東第5 |
| 總計 | 總計   | 87     | 37     | 50     | .425   |         |

## 名人堂&逝世

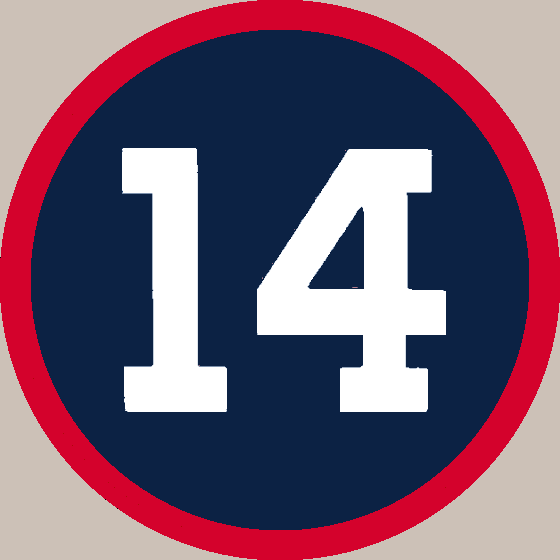
1994年，印地安人隊將多比的14號球衣退休。

1998年3月3日，多比入選名人堂。他成為第一位出生於南卡羅來納州的名人堂成員。
多比共有5名子女，6個孫子和4個曾孫。1997年，他因為腎臟出現腫瘤而動手術切除。2001年，多比的太太去世。
2003年6月18日，多比因癌症去世，享年79歲。美國總統喬治·布希和大聯盟主席Bud Selig還特別撰文悼念這位傳奇球星。

## 外部連結
- 球員資訊和成績在MLB，ESPN ，Retrosheet ，Baseball Reference ，Baseball Reference (Minors) ，Fangraphs ，The Baseball Cube ，Baseball Almanac （英文）
- 賴瑞·多比在台灣棒球維基館上的頁面（繁體中文）

| 成就            | 成就                  | 成就               |
| --------------- | --------------------- | ------------------ |
| 前任： Gus Bell | 完全打擊 1952年6月4日 | 繼任： Don Mueller |